# Phebellia nudicosta
Phebellia nudicosta är en tvåvingeart som beskrevs av Hiroshi Shima 1981. Phebellia nudicosta ingår i släktet Phebellia och familjen parasitflugor. Inga underarter finns listade i Catalogue of Life.